# Mohammed Al-Hakim
Mohammed Al-Hakim (محمد الحكيم; Najaf, 15 aprile 1985) è un arbitro di calcio svedese di origine irachena.

## Carriera
All'età di 8 anni si è stabilito definitivamente a Köping con la sua famiglia, in fuga già da qualche anno dalla guerra che era in corso in Iraq.
A 13 anni ha iniziato ad arbitrare, seguendo l'esempio dei fratelli, dirigendo principalmente partite di bambini o ragazze. Tra i 19 e i 20 anni di età è stato costretto a interrompere l'attività per via del servizio militare, per poi riprendere a pieno ritmo.
Nel 2002 Al-Hakim è diventato arbitro a livello distrettuale (distriktsdomare) potendo così arbitrare fino al campionato di Division 5, mentre nel 2008 è salito di livello diventando arbitro federale (förbundsdomare). Nel 2011 ha esordito nel campionato di Superettan. Un anno dopo ha raggiunto il massimo campionato nazionale, l'Allsvenskan.
Nel 2015 ha collezionato le prime presenze europee come arbitro addizionale in Champions League ed Europa League, e come arbitro principale in Youth League. Nel frattempo, al termine del campionato 2015 ha vinto il premio di arbitro svedese dell'anno.
Nell'agosto del 2015 Al-Hakim aveva lanciato una pagina Facebook in cui si confrontava con gli utenti riguardo alle decisioni di gara intraprese. La pagina, che ha trovato spazio anche sulla stampa estera, è stata chiusa alcuni giorni dopo per una mancanza di tempo dovuta agli impegni lavorativi e arbitrali. Al-Hakim lavora anche come ufficiale militare presso il reggimento di comando e controllo con sede a Enköping.